# Luksemburg na Mistrzostwach Świata w Lekkoatletyce 2013
Luksemburg na Mistrzostwach Świata w Lekkoatletyce 2013 – reprezentacja Luksemburga podczas Mistrzostw Świata w Moskwie liczyła 1 zawodnika, który nie zdobył medalu.

## Występy reprezentantów Luksemburga
| Konkurencja                         | Zawodnik       | Runda 1  | Runda 1 | Półfinał | Półfinał | Finał    | Finał   |
| Konkurencja                         | Zawodnik       | Rezultat | Pozycja | Rezultat | Pozycja  | Rezultat | Pozycja |
| ----------------------------------- | -------------- | -------- | ------- | -------- | -------- | -------- | ------- |
| Bieg na 400 m przez płotki mężczyzn | Jacques Frisch | DNF      | DNF     | NQ       | NQ       | NQ       | NQ      |